# Mercury-Atlas 2

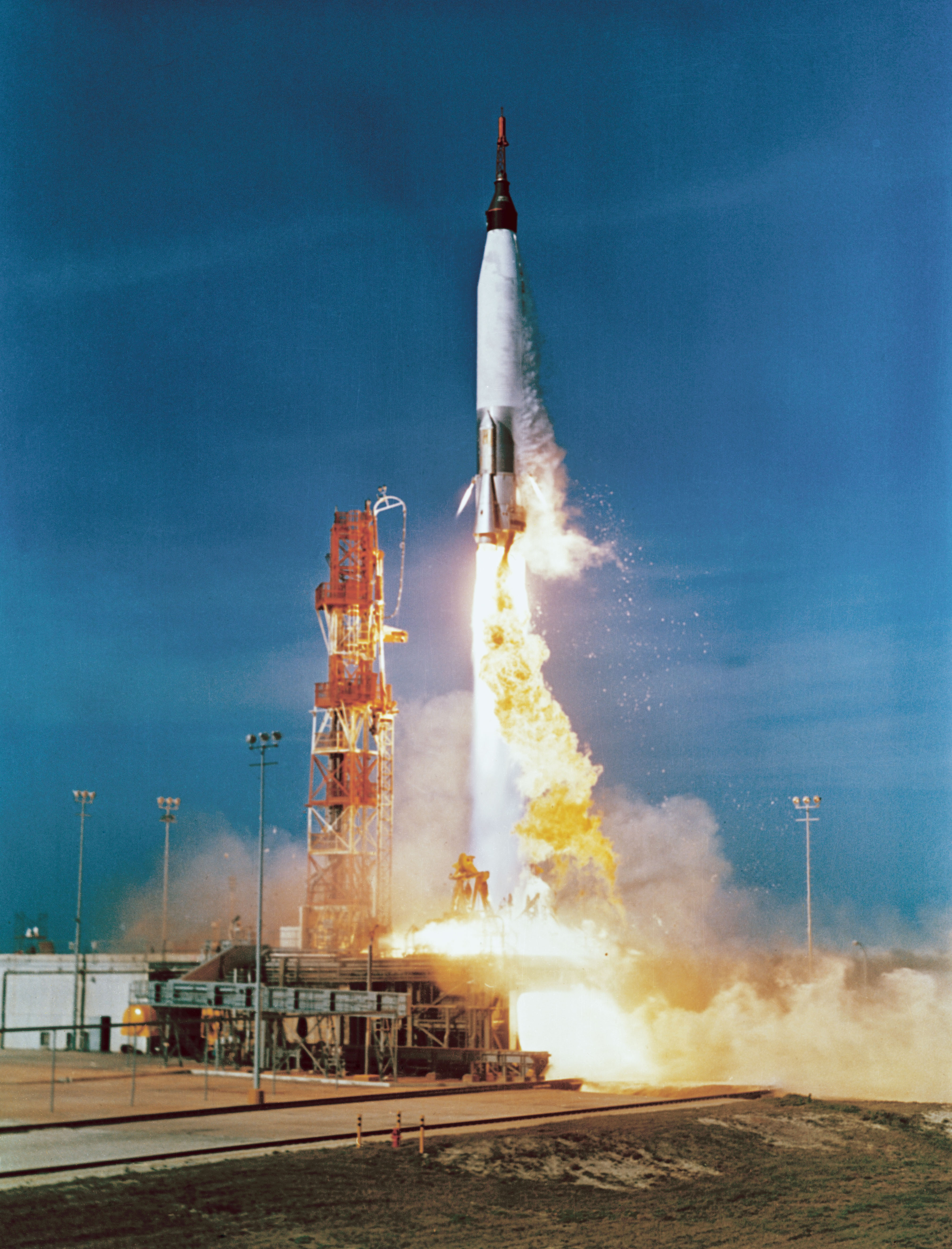
Il lancio della MA-2

La Mercury-Atlas (MA-2) fu una missione priva di equipaggio nell'ambito del programma Mercury degli Stati Uniti d'America. Il razzo venne lanciato alle ore 14:10 UTC del 21 febbraio 1961 dalla rampa di lancio numero 14 di Cape Canaveral.
L'obiettivo principale della missione fu il collaudo della resistenza della capsula alla fase di rientro nell'atmosfera terrestre, in particolare nella situazione critica di un'eventuale interruzione della missione. Inoltre si pensò di testare le capacità di lanciare la capsula spaziale nelle idonee condizioni per una missione in orbita tramite il razzo vettore del tipo Atlas. Infatti, il razzo vettore modello Atlas  "D" appositamente modificato per questa missione del programma Mercury, fu un unico esemplare usato durante tutto il programma. Aveva incorporato un cerchio di acciaio intorno al veicolo che rinforzava le stazioni dello stesso numerate dal 502 al 510. Inoltre un sottile strato di cemento amianto venne installato come precauzione contro il tipo di errore di costruzione nella struttura del razzo che aveva causato l'insuccesso della missione MA-1.
La missione MA-2 fu un volo suborbitale concluso con successo. La durata della missione fu di 17 minuti e 56 secondi. Venne raggiunto un apogeo 183 km percorrendo una distanza di 2.305 km. La velocità massima raggiunta fu di 21.287 km/h. L'accelerazione misurò 15,9 g pari a 156 metri al secondo per secondo. La missione fu un pieno successo in quanto furono pienamente raggiunti gli obiettivi prefissati, fra i quali il recupero della capsula Mercury. Il peso totale della stessa fu di 1.141 kg.
Per la missione venne usata la capsula Mercury con il numero di serie 6 mentre il razzo vettore Atlas ebbe il numero di serie 67-D.
La capsula Mercury No.5 usata nella missione Mercury-Atlas 2 attualmente è esposta presso il museo di scienze naturali di Houston in Texas (Houston Museum of Natural Science).

## Statistiche
- Velocità massima raggiunta:  21.287 km/h (13.227 Mph)
- Accelerazione raggiunta: 15,9 g (156 m/s²)